# R.
R. è il quarto album in studio del cantante statunitense R. Kelly, pubblicato il 29 settembre 1998 dall'etichetta discografica Jive Records.

## Tracce
Disco 1
Testi e musiche di R. Kelly, eccetto dove indicato.
1. Home Alone (feat. Keith Murray) – 4:59 (R. Kelly, Kelly Price, Keith Murray, George Archie)
2. Spendin' Money – 4:54 (R. Kelly, Ron Lawrence, Sean Combs, Steven Jordan, Kelly Price, D. Romani, Tanyayette Willoughby)
3. If I'm Wit You – 4:32 (R. Kelly, Curtis Mayfield, Jean-Claude Olivier, N. Robinson, K. Robinson, Samuel Barnes)
4. Half on a Baby – 4:56
5. When a Woman's Fed Up – 4:34
6. Get Up On a Room – 4:11
7. One Man – 4:57
8. We Ride (feat. Jay-Z, Cam'ron, Vegas Cats & Noreaga) – 4:50 (R. Kelly, Cameron Giles, Victor Santiago, Shawn Carter, R. Hamilton, S. Sledge, Calvin Broadus, Andre Young, H. Casey, R. Finch, S. Barnes, Jean-Claude Olivier, M.C. Rooney)
9. The Opera – 1:24
10. The Interview (feat. Suzanne LeMignot) – 1:33
11. Only the Loot Can Make Me Happy – 5:00 (R. Kelly, Jean-Claude Olivier, S. Barnes, Devin Townsend, D. Conley. B. Jackson)
12. Don't Put Me Out – 5:22
13. Suicide – 5:19
14. Etcetera – 4:13
15. If I Could Turn Back the Hands of Time – 6:18
16. What I Feel/Issues – 5:44
17. I Believe I Can Fly – 5:21

Disco 2
Testi e musiche di R. Kelly, eccetto dove indicato.
1. The Chase – 2:46
2. V.I.P. – 4:16 (R. Kelly, Dalvin Degrate, DeVante Swing)
3. Did You Ever Think – 4:32 (R. Kelly, Curtis Mayfield, Jean-Claude Olivier, S. Barnes)
4. Dollar Bill (feat. Foxy Brown) – 4:23
5. Reality – 4:41
6. 2nd Kelly – 5:02
7. Ghetto Queen (feat. Crucial Conflict) – 4:20
8. Down Low Double Life – 5:00
9. Looking For Love – 4:37
10. Dancing With a Rich Man – 3:30
11. I'm Your Angel (con Céline Dion) – 5:32
12. Money Makes the World Go Round (feat. Nas) – 4:10 (R. Kelly, A. Barnes, J. Malone, Nasir Jones)
13. Gotham City – 4:55

## Classifiche

### Classifiche settimanali
| Classifica (1998-00) | Posizione massima |
| -------------------- | ----------------- |
| Austria              | 45                |
| Belgio (Fiandre)     | 5                 |
| Belgio (Vallonia)    | 9                 |
| Francia              | 17                |
| Germania             | 8                 |
| Irlanda              | 74                |
| Norvegia             | 27                |
| Paesi Bassi          | 3                 |
| Regno Unito          | 27                |
| Stati Uniti          | 2                 |
| Svezia               | 33                |
| Svizzera             | 26                |

### Classifiche di fine anno
| Classifica (1998) | Posizione |
| ----------------- | --------- |
| Paesi Bassi       | 93        |
| Regno Unito       | 95        |
| Classifica (1999) | Posizione |
| Belgio (Fiandre)  | 61        |
| Belgio (Vallonia) | 96        |
| Paesi Bassi       | 35        |
| Regno Unito       | 77        |
| Stati Uniti       | 31        |
| Classifica (2000) | Posizione |
| Belgio (Fiandre)  | 72        |
| Belgio (Vallonia) | 54        |